# Zhang Dali
Zhang Dali (sinogrammes simplifiés : 张大力 ; hanyu pinyin : zhāng dà lì ; littéralement "Zhang la grande force") est un artiste chinois contemporain né en 1963 à Harbin.

## Biographie
Il est diplômé de l'École nationale des beaux-arts de Pékin (1987) et vit actuellement à Pékin.
Exposé à travers le monde dans les plus grandes institutions, il a par exemple été invité en 2010 aux Rencontres d'Arles, France. 
Zhang Dali est un artiste chinois né en 1963 à Harbin qui vit et travaille à Pékin. Après y avoir terminé ses études à l'Académie d'Art et de Design, il voyage en Italie où il découvre l'art du graffiti. À son retour, il est le seul artiste graffeur de Pékin. Aujourd'hui il est considéré comme l'un des pionniers du graffiti chinois. Zhang Dali devient célèbre pour les 2 000 profils géants de lui-même qu'il place un peu partout dans la capitale chinoise entre 1995 et 1998, à côté des caractères chai peints par les autorités de la ville pour indiquer une démolition. Ses graffitis sont comme une révolte contre la démolition du vieux Pékin. À cette série de profils intitulée Dialogue, Zhang Dali travaille aussi sur la série Démolition : il enlève la surface du mur à l'intérieur des lignes de contour de ses graffitis, montrant ce qui se trouve derrière. L'un des plus connus étant Démolition-Cité interdite (1998) qui laisse voir les toits de la Cité Interdite, dénonçant ainsi le contraste entre le palais éternel et la démolition de la vieille ville au profit du progrès. Zhang Dali est le premier à réaliser une intervention artistique durable dans l'espace public en Chine. Il utilise pour pseudonymes AK-47 et 18K, ses signatures figuratives peuvent être considérées comme l'endoctrinement graphique des affiches qui exhortent les citoyens chinois à mieux se comporter dans la vie quotidienne. Avec AK-47 - qui est le nom d'une arme à feu soviétique - Zhang Dali fait référence au haut niveau de violence de la société ; tandis que 18K signifie 18 carats pour une nouvelle prospérité de la Chine. Son installation Chinese Offspring de 100 sculptures en résine à taille humaine représentant des travailleurs immigrés dans différentes postures poursuit son travail de dénoncer la façon dont la Chine se modernise sans se soucier de ses habitants. Suspendues la tête en bas, ces œuvres soulignent le manque de pouvoir de ces travailleurs immigrés, dont le travail a permis la rapide modernisation des villes, sur leur vie, et le traitement sans ménagement que leur inflige la Chine. La mise en lumière de ceux qui ont perdu face aux bouleversements historiques est le thème principal du travail de Zhang Dali. Sa série photographique, A Second History, associe des photos de presse retouchées avec leurs originaux à l'époque de la Révolution culturelle, Zhang Dali fait disparaître les camarades du parti de Mao Zedong qui sont tombés en disgrâce et change les arrière-plans. Il crée ainsi une nouvelle histoire pour les victimes.
"I believe that humans are the product of their environment. I am concerned about the changes in our living environment that have been imposed by money and power. " Zhang Dali
En France et en Chine Zhang Dali est représenté par la Galerie Magda Danysz

## Expositions
2016    
"Permanence and Impermanence - New Works by Zhang Dali," Beijing Minsheng Art Museum, Beijing,China
2015    
"Under the Sky," Pekin Fine Arts, Hong Kong
"World’s Shadow," Kunstverein Ludwigsburg, Ludwigsburg, Germany
"From Reality to Extreme Reality: Zhang Dali Retrospective," United Art Museum, Wuhan, China
"A Second History," Museo de Arte Contempoáneo de Buenos Aires, Buenos Aires, Argentina
2014    
"Square," Klein Sun Gallery, New York, NY
2013    
"Zhang Dali - Second History," Luxun Academy of Fine Arts Museum, Shenyang, China
2012    
"Zhang Dali Retrospective," Eli Klein Fine Art, New York, NY
2011    
"World’s Shadows," Pékin Fine Arts, Beijing, China
"Demolition: Second History," The Charles Shain Library, Connecticut College, New London, CT
"New Slogan," Eli Klein Fine Art, New York, NY
2010    
"Extreme Reality," Tank Loft, Chongqing Contemporary Art Center, Chonqing, China
"Zhang Dali: A Second History," Guangdong Museum of Art, Guangzhou, China
"Zhang Dali Solo Show," Bund 18 Gallery, Shanghai, China
2009    
"Pervasion: Works by Zhang Dali (1995-2008)," He Xiangning Art Museum, Shenzhen, China
"Il Sogno Proibito della Nuova Cina," Palazzo Inghilterra, Turin, Italy
2008
"Slogans," Kiang Gallery, Atlanta, GA
"The Road to Freedom," Red Star Gallery, Beijing, China
2007    
"Chinese Offspring," Chinese Contemporary Gallery, New York, NY
2006    
"Zhang Dali: Image and Revision in New Chinese Photography," Janet Wallace Fine Arts Center, Macalester College, St. Paul, MN
"A Second History," Ferst Center for the Arts, Georgia Institute of Technology, Atlanta, GA ; Walsh Gallery, Chicago, IL
2005
"Sublimation," Beijing Commune Gallery, Beijing, China
2004
"New Works by Zhang Dali," Chinese Contemporary Gallery, London, UK
2003    
"AK-47," Galleria Il Traghetto, Venice, Italy; Galleria Gariboldi, Milan, Italy
2002
"Beijing’s Face," Base Gallery, Tokyo, Japan
"Headlines," Chinese Contemporary Gallery, London, UK
2000    
"AK-47," The Courtyard Gallery, Beijing, China
1999    
"Dialogue," Chinese Contemporary Gallery, London, UK
"Dialogue and Demolition," The Courtyard Gallery, Beijing, China
1994    
"Rivoluzione e Violenza," Galleria Studio 5, Bologna, Italy
1993    
"Zhang Dali: Pitture a Inchiostro," Galleria Studio 5, Bologna, Italy
1989    
"Wash Painting Exhibition by Zhang Dali," CAFA Art Museum, Beijing, China
Selected Group Exhibitions[pas clair]
2016    
“Chinascape: From Rural to Urban,” Spazioborgogno, Milan, Italy
"Linda Gallery Beijing 10th Anniversary,” Linda Gallery, Beijing, China
"Art From The Streets,” CAFA Art Museum, Beijing, China
"The Shadow Never Lies,” Shanghai 21st Century Minsheng Art Museum, Shanghai, China 
"Utopias and Heterotopias: Wuzhen International Contemporary Art Exhibition,” North Silk Factory and West Scenic Zone, Wuzhen, China
"Audacious: Contemporary Artist Speak Out,” Denver Art Museum, Denver, CO
Busan Biennale, Busan, South Korea
"Vile Bodies,” White Rabbit Gallery, Sydney, Australia 
"Enduring Magnetism - Huang Rui, Gao Brothers, Zhang Dali,” 1x3 Gallery, Beijing, China
2015    
"Agitprop!," Brooklyn Museum, Brooklyn, NY 
"Beyond the Earth- The First Xi’an Contemporary Photography Exhibition," Xi’an Art Museum, Xi’an, China
"A Touch of Classics: 100 Chinese Contemporary Works - Charles Jing Collection of Original Photo Prints," China Millennium Monument Art Museum, Beijing, China
"Community Implant Plan," Chengdu Jinjiang Museum, Chengdu, China
"Transgression," Peking Hotel, Beijing, China
"A New Dynasty – Created in China," ARoS Aarhus Art Museum, Aarhus, Denmark
"Grain to Pixel: A Story of Photography in China," Shanghai Center of Photography, Shanghai, China
"Paradi$e Bitch," White Rabbit Gallery, Sydney, Australia
"Unfamiliar Asia: The Second Beijing Photo Biennial," CAFA Art Museum, Beijing, China
"The Civil Power," Beijing Minsheng Art Museum, Beijing, China
"Suddenly Enlightened," United Art Museum, Wuhan, China
"Getting Close to Art," Chengdu Dujiangyan City Cultural Center, Chengdu, China
"Plan to Enter the Neighborhood," Chengdu Jinjiang Museum, Chengdu, China
"State of Play," White Rabbit Collection, Sydney, Australia
Krakow Photomonth 2015, Foundation for Visual Arts, Krakow, Poland
"DE/CONSTRUCTING CHINA: Selections from the Asia Society Museum Collection," Asia Society Museum, New York, NY
"We are Together – 2015 Chengdu Public Art Season," Chengdu Central Square, Chengdu, China
"The Persistence of Images: 2x6," Redtory, Guangzhou, China
2014    
"Focus Beijing: Des Heus-Zomer Collection of Chinese Contemporary Art," Museum Boijmans Van Beuningen, Rotterdam, The Netherlands
"Echo: Study on Presentation of Multidimensional Tradition in Chinese Contemporary Art," United Art Museum, Wuhan, China
4th Singapore International Photography Festival, ArtScience Museum, Singapore
"From Granulation to Pixel: Chinese Contemporary Photography," MoCA, Shanghai, China
"Chinese Contemporary Photography 2009 – 2014," Minsheng Art Museum, Shanghai, China
2013  
"FUCK OFF 2," The Groninger Museum, Groningen, The Netherlands
The 55th International Art Exhibition of the Venice Biennale, Venice, Italy
"Hot Pot: A Taste of Contemporary Chinese Art," Brattleboro Museum and Art Center, Brattleboro, VT
"RE-INK: Invitational Exhibition of Contemporary Ink and Wash Painting 2000-2012," Hubei Museum of Art, Wuhan, Hubei, China; Today Art Museum, Beijing, China 
"Individual Growth – Momentum of Contemporary Art," Tianjin Art Museum, Tianjin, China
"Incarnations," Institut Confucius des Pays de la Loire d’Angers, Angers, France
The First Beijing Photography Biennale, China Millennium Monument, Beijing, China
"World’s Shadows," Photo Phnom Penh 2013, Royal University of Phnom Penh, Phnom Penh, Cambodia
"Spectacle Reconstruction – Chinese Contemporary Art," MODEM, Debrecen, Hungary
"Aftermath: Witnessing War, Countenancing Compassion," 21c Museum, Louisville, KY
2012     
"OMEN 2012 – Chinese New Art," Shanghai Art Museum, Shanghai, China
"Raze," Pekin Fine Arts, Beijing, China
"Faking It: Manipulated Photography Before Photoshop," The Metropolitan Museum of Art, New York, NY
The 4th Guangzhou Triennial, Guangdong Museum of Art, Guangzhou, China
"Body Double: The Figure in Contemporary Sculpture," The Meijer Gardens and Sculpture Park, Grand Rapids, MI
2011    
"Start from the Horizon- Chinese Contemporary Sculpture Since 1978," Sishang Art Museum, Beijing, China
"Guanxi: Contemporary Chinese Art," Today Art Museum, Beijing, China; Guangdong Museum of Art, Guangzhou, China
"New Photography 2011," Museum of Modern Art, New York, NY
The 54th International Art Exhibition of the Venice Biennale, Venice, Italy
"Scenes from Within: Contemporary Art from China," Blackbridge Hall Gallery, Georgia College, Milledgeville, GA
"Black and White," Zero Art Museum, Beijing, China
"The Life and Death of Buildings," Princeton University Art Museum, Princeton, NJ
Changwon Asia Art Festival, Seongsan Art Hall, Changwon, South Korea
"The Evolving Art," Academy of Arts and Design at Tsinghua University, Beijing, China
2010    
6th Lianzhou International Photo Festival, Lianzhou, China
"The Original Copy: Photography of a Sculpture, 1839 to Today," Museum of Modern Art, New York, NY
"Exhibition, Exhibition," Castello di Rivoli Museo d’Arte Contemporanea, Turin, Italy
Hong Kong Photo Festival, Hong Kong
"Zhang Dali: A Second History," 41st Les Rencontres d’Arles, Espace Van Gogh, Arles, France
"A Decade-Long Exposure," CAFA Art Museum, Beijing, China
"Dimensionality," Red Star Gallery, Beijing, China
"Great Performance," Pace Beijing, Beijing, China
"Ame de Chine," Magda Danysz Gallery, Paris, France
"From New York to Beijing: Graffiti - Blogging in the Street - Blade and Zhang Dali," C-Space, Beijing, China
"Re-Visioning History," OV Gallery, Shanghai, China
"Reshaping History - Chinart from 2000-2009," National Conference Center, Beijing, China
"China’s Soul," Magda Danysz Gallery, Paris, France
2009
"Chasing Flames," Eli Klein Fine Art, New York, NY
"Quadrilogy: Conflicting Tales: Subjectivity," DAAD Gallery, Berlin, Germany
"Calligraffiti: ‘Writing in Contemporary Chinese and Chicano Art," USC Pacific Asia Museum, Pasadena, CA
"Re-imaging Asia," The New Art Gallery, Walsall, UK
"Stairway to Heaven: From Chinese Streets to Monuments and Skyscrapers," Kansas City Art Institute, Kansas City, MO
"Contemporary Chinese Prints," Pace Prints, New York, NY
"The Very Condition," Wall Art Museum, Beijing, China
"Images from History," Shenzhen Art Museum, Shenzhen, China
"Collision," CAFA Art Museum, Beijing, China
"Transforming Traditions," Victoria H. Myhren Gallery, University of Denver, Denver, CO
"From Style Writing to Art – Street Art Group Show," 18 Gallery, Shanghai, China
2008
"Stairway to Heaven: From Chinese Streets to Monuments and Skyscrapers," Bates College Museum of Art, Lewiston, ME
"Five Years of Duolun –Chinese Contemporary Art Retrospective Exhibition," Shanghai Duolun Museum of Modern Art, Shanghai, China
"The Revolution Continues: New Art From China," Saatchi Museum, London, UK
"Logan Collection," San Francisco Museum of Modern Art, San Francisco, CA
"China Gold," Musee Maillol, Paris, France
"Zhang Dali and Shen Shaomin," Eli Klein Fine Art, New York, NY
"The Avant-garde in the ‘80s and ‘90s of the Last Century in China," Groninger Museum, Groningen, Netherlands
"Guang Hua Road," Michael Schultz Gallery, Beijing, China
"Exquisite Corpse: China Surreal," M97 Gallery, Shanghai, China
"Go China! –Writing on the Wall" Groninger Museum, Groningen, Netherlands
"Re-Imagining Asia: Asian Coordinates," House of World Cultures, Berlin, Germany
2007    
"All of our Tomorrows: The Culture of Camouflage," Kunstraum der Universität, Lünenburg, Germany
"Unexpected: Out of Control," Ku Art Center, Beijing, China
"China Now," Cobra Museum of Modern Art, Amsterdam, Netherlands
"Red Hot," Houston Museum of Fine Arts, Houston, TX
"Three Unitary," DDM, Shanghai, China
"La Cina e’ vicina," Mediterranea Gallery, Palermo, Italy
"Past Forward," Oriental Vista Art Collections, Shanghai, China
2006
"Radar: Selections from the Collection of Kent and Vicki Logan," Denver Art Museum, Denver, CO
"China Now," Essl Museum, Vienna, Austria
6th Gwangju Biennale, Gwangju, South Korea
"Red Star," Red Star Gallery, Beijing, China
"Great Performance," Max Protetch, New York, NY
2005
"Wall," Millennium Museum, Beijing, China
"Mayfly," Beijing Commune Gallery, Beijing, China
"The Game of Realism," Beijing Commune Gallery, Beijing, China
"Chinese Contemporary Sculpture Exhibition," Museum Beelden aan Zee, Scheveningen, Netherlands
2004    
"Between Past and Future: New Photography and Video from China," International Center of Photography, New York, NY; Asia Society, New York, NY; Smart Museum of Art, University of Chicago, Chicago, IL; Museum of Contemporary Art, Chicago, IL; Victoria & Albert Museum, London, UK; Seattle Art Museum, Seattle, WA; Haus der Kulturen der Welt, Berlin, Germany; Santa Barbara Museum of Art, Santa Barbara, CA; The Nasher Museum of Art at Duke University, Durham, NC
"Critical Mass," Chinese Contemporary Gallery, Beijing, China
"Me! Me! Me!" The Courtyard Gallery, Beijing, China
2003    
"The Logan Collection," Denver Art Museum, Denver, CO
"China-Germany Art," Factory 798, Beijing, China
"Festival Internazionale di Roma," L'Officina-Arte del Borghetto, Rome, Italy
2002    
"New Photography from China," The Courtyard Gallery, Beijing, China
1st Guangzhou Triennial, Guangdong Museum of Art, Guangzhou, China
International Photography Festival, Pingyao International Photography Museum, Pingyao, China
2001    
"Courtyard Gallery August Group Show," The Courtyard Gallery, Beijing, China 
"China Art Now," Singapore Art Museum, Singapore 
"Contemporary Chinese Photography," Oulu Art Museum, Oulu, Finland; Finland Museum of Photography, Helsinki, Finland
"Hot Pot: Chinese Contemporary Art," Kunstnernes Hus, Oslo, Norway
2000    
"Fuck Off," Eastlink Gallery, Shanghai, China 
"Artistes Contemporains Chinois," Musee des Tapisseries, Aix-en-Provence, France
"Thought Brand Meat Mincer," Dongsi 8 Tiao, Beijing, China
"Food as Art," Club Vogue, Beijing, China
"Serendipity," The Japan Foundation Asia Center, Tokyo, Japan
1999    
"Transparence Opacite? Touming bu touming," Maison de la Villette, Paris, France
"Food for Thought," DAE, Eindhoven, Netherlands
"Beijing in London," Institute of Contemporary Art, London, UK
"HSIN: a visible spirit," Cypress College Art Gallery, Cypress, CA; BC Space Gallery, Laguna Beach, CA
"The World Is Yours!" Design Museum, Beijing, China
"Unveiled Reality-Chinese Contemporary Photography," Chulalongkom University Museum, Bangkok, Thailand
"Chinese Contemporary Photography," Bard College, Red Hook, NY
1998    
"Chinese Artists Group Show," Chinese Contemporary Gallery, London, UK
"Chinese Contemporary Photography," Lehman College, New York, NY
"11th Tallinn Triennial," Tallinn, Estonia
"Urbanity," Wang Shou Temple Art Museum, Beijing, China
1997    
"W ²+ Z ²- Multi-media and video Exhibition," Gallery of the National Academy of Fine Arts, Beijing, China
1995    
"La Formazione della Terra," Goethe Institute Gallery, Turin, Italy
1993    
"Arte Deperibile," Spazio Cultura Navile, Bologna, Italy
"Zona Internazionale," Neon Gallery, Bologna, Italy
1992
"Collettiva di artisti cinesi," Il Sigillo Gallery, Padova, Italy
1991
"Pittura su Carta," Galleria Communale, Ferrara, Italy
1989
"Wash Painting Salon in Peking," Capital Museum (Confucius Temple), Beijing, China
1987    
"Three Men Show," Sun Yat Sen Park, Beijing, China
Selected Public Collections
21c Museum, Louisville, KY
Asia Society, New York, NY
AW Asia Foundation, New York, NY
The Brooklyn Museum, New York, NY 
Denver Art Museum, Denver, CO
Fogg Art Museum, Harvard University, Cambridge, MA
Fukuoka Art Museum, Fukuoka, Japan
International Center of Photography, New York, NY
Lowe Art Museum, University of Miami, Coral Gables, FL
Museum of Modern Art, New York, NY
Nasher Museum of Art, Durham, SC
The Saatchi Gallery, London, UK
Smart Museum, Chicago, IL
White Rabbit Collection, Sydney, Australia

The Museum of Fine Arts, Houston, TX